# شاهد آن نیست که مویی و میانی دارد
غزلی با مطلع «شاهد آن نیست که مویی و میانی دارد» غزل شمارهٔ ۱۲۵ از دیوانِ حافظ در تصحیحِ محمد قزوینی و قاسم غنی است.

## در اجراها
ایرج در برنامهٔ شمارهٔ ۱۱۰ از مجموعهٔ گل‌های تازه این غزل را در دستگاهِ شور و پردهٔ حجاز اجرا کرده‌است.